# Himantolophus mauli
Himantolophus mauli (лат.) — вид морских лучепёрых рыб семейства гимантолофовых отряда удильщикообразных.

## Описание
У самок тело шарообразное, без чешуи, покрыто кожистыми шипиками. Голова большая с парой рогообразных шипов, глаза маленькие или совсем крошечные. Теменные кости отсутствуют. Рот большой, косой, окончание верхней челюсти достигает вертикали, проходящей через начало или середину глаза. Нижняя челюсть толстая, выступает перед верхней челюстью. В жаберной перепонке 6 лучей. Зубы на челюстях короткие, тонкие и изогнутые. На сошнике зубов нет. Рыло тупое и короткое. Рыло и передняя часть нижней челюсти с многочисленными кожистыми бугорками, напоминающими по форме бородавки. На теле беспорядочно разбросаны костные пластины с костным шипом посередине. Колючий луч первого спинного плавника преобразован в толстый иллиций. Второй спинной плавник с коротким основанием, в нём 5—6 мягких лучей. В анальном плавнике четыре мягких луча, его основание короткое. Оба плавника сдвинуты к хвостовому плавнику. В грудных плавниках 14—18 мягких лучей, у оснований имеются три радиальные костные пластинки. Брюшные плавники отсутствуют. Хвостовой плавник закруглённый с девятью лучами. Боковая линия в форме маленьких бугорков. Самки — 21,5 см.
Самцы не известны.

## Ареал
Атлантический океан от Мадейры до Исландии. Обитают на глубине от 200 до 1000 м.